# Gott der Väter

Albrecht Alt (1925)

Mit dem Stichwort Gott der Väter wird eine viel rezipierte Hypothese des Leipziger Alttestamentlers Albrecht Alt zur Religionsgeschichte Israels bezeichnet. Der Glaube an den „Gott der Väter“ war demnach eine zur Lebensweise von Nomaden passende, da ortsungebundene Familien- und Sippenreligion. Alts Hypothese wurde weitgehend akzeptiert und dabei auch modifiziert; grundsätzliche Kritik formulierte Bernd J. Diebner 1975, eine Widerlegung erarbeitete Matthias Köckert 1988. Seit Ende der 1980er Jahre gilt Alts Hypothese zwar als klassisch, doch als zunehmend zweifelhaft.

## Albrecht Alts Hypothese (1929)
Julius Wellhausen zufolge war die älteste Quelle des Pentateuch (Jahwist) in der frühen Königszeit (9. Jahrhundert v. Chr.) niedergeschrieben worden. Den Erzelternerzählungen Gen 12–36, die viel früher in der vorstaatlichen Zeit spielen, sprach er den historischen Wert ab: „Freilich über die Patriarchen ist hier kein historisches Wissen zu gewinnen, sondern nur über die Zeit, in welcher die Erzählungen über sie im israelitischen Volke entstanden; diese spätere Zeit wird hier, nach ihren inneren und äusseren Grundzügen, absichtslos ins graue Altertum projiciert und spiegelt sich darin wie ein verklärtes Luftbild ab.“
Albrecht Alt versuchte dagegen, auf Grundlage der mündlichen Überlieferungen, die in den schriftlichen Pentateuchquellen verarbeitet wurden (also mit Hilfe der Formkritik), die Religion der Erzelternzeit zu rekonstruieren. Ausgangspunkt ist die auffällige Rede vom „Gott meines Vaters“, „Gott seines Vaters“ und in einem späteren Stadium „Gott Abrahams“, „Gott Isaaks“ und „Gott Jakobs“, noch später: „Gott Abrahams, Isaaks und Jakobs“. Im Gegensatz zu den an einen Ort oder an ein Heiligtum gebundenen Gottheiten der sesshaften Kanaaniter, charakterisiert es demnach die Vätergötter, dass sie „zu einer sie verehrenden Menschengruppe ein personales Verhältnis eingehen“ und ortsungebunden sind. Benannt seien diese ursprünglich namenlosen Numina nach der Person, die sie zuerst verehrte, d. h. Abraham, Isaak und Jakob waren laut Alts Hypothese Kultstifter. Die Vätergötter seien ihren Verehrern fürsorglich zugewandt und verheißen Nachkommenschaft, in einem späteren Stadium auch Landbesitz, was „den sehnlichsten Wünschen jener Wanderhirten in der Situation des Weidewechsels“ entsprochen habe.
Die Väterreligion wies laut Alt einen „Zug zum Sozialen und Historischen“ auf und bereitete damit sozusagen pädagogisch die spätere JHWH-Verehrung vor.
Zur Rekonstruktion dieses seiner Meinung nach für Nomaden kennzeichnenden Religionstyps nutzte Alt nabatäische Inschriften aus allerdings viel späterer, nämlich hellenistisch-römischer Zeit.

## Rezeption
Alts Hypothese vom Gott der Väter wurde in der Alttestamentlichen Bibelwissenschaft bis in die 1960er Jahre sehr weitgehend übernommen, dabei aber auch modifiziert. Gen 15,1–21  ist für diese Diskussion ein Schlüsseltext. Während Albrecht Alt in diesem Text eine ältere Nachkommensverheißung und eine jüngere Landverheißung unterschied, waren beide Verheißungen sowohl für Martin Noth als auch für Gerhard von Rad eng verbunden.
Martin Noth rechnete die Erzelternerzählungen zu den Traditionen des von ihm postulierten „sakralen Zwölfstämmebundes.“ Ihr Kern seien die Verheißungen von Nachkommen und Landbesitz, sie seien von den sesshaften Nachfahren weiter tradiert und schließlich verschriftlicht worden, weil sie sich durch die Landnahme der israelitischen Stämme erfüllt hatten. „Damit erwies sich diese Landnahme als ein seit langem in das Auge gefaßtes und vorbereitetes Werk göttlicher Führung.“ Wenn Abraham, Isaak und Jakob in der Väterreligion als Kultstifter erinnert wurden, so heißt das nach Noth im Umkehrschluss: sie waren Menschen, die „als geschichtliche Personen einmal gelebt hatten.“ Es habe sicherlich noch weitere derartige Kultstifter und Vatergötter gegeben, aber aufgrund der Pentateuchüberlieferung blieben gerade diese drei in Erinnerung. Der Erzvater Jakob sei vom „Haus Joseph“ verehrt worden und daher in Mittelpalästina bekannt gewesen; kein Erzvater habe eine Beziehung zu dem später historisch so wichtig gewordenen Stamm Juda.
Antonius H. Gunneweg übernahm die Ausarbeitung von Alts Hypothese durch Noth und betonte, dass die Identifikation des Vätergottes mit JHWH nahelag, denn „er ist ja ein Gott, der in der Geschichte handelt.“ Das Umherziehen der Erzväter war für ihn mit dem Weidewechsel erklärbar, aber auch eine Art Landnahmeerzählung: „kein Einmarsch und keine Eroberung mit fliegenden Fahnen und schallenden Posaunen, sondern ein friedliches Einsickern und Fußfassen.“
Bei Gerhard von Rad liegt der Nachdruck auf der späteren Identifikation des Gottes der Väter mit JHWH. Die Väterreligion sei dem Jahwisten und dem Elohisten wohl gar nicht mehr bekannt gewesen. Die alten, auf Familien oder Sippen bezogenen Überlieferungen seien entschlossen auf ganz Israel bezogen worden. „In allem, was nach den alten Überlieferungen den Vätern widerfahren ist, hat der Jahweglaube die Hand und das Wort seines Gottes wiedererkannt, und auch das Fernste und Seltsamste ... hat Israel nun als sein und seines Jahwe Eigenstes erklärt.“

## Kritik
Bernd J. Diebner kritisierte 1975, dass Alt bei seinem religionsphänomenologischen Vergleich methodisch unsauber vorgegangen sei. Er habe sein Vergleichsmaterial willkürlich ausgewählt und argumentiere mit unbewiesenen Behauptungen. Mit seiner Dissertation 1988 brachte Matthias Köckert dann weitreichende Einwände vor. Die Hauptkritikpunkte sind:
- Die Verehrung eines „Gottes der Väter“ ist im Alten Orient auch bei sesshaft lebenden Bevölkerungen im assyrischen, babylonischen und syrischen Raum bekannt;[11] sie ist kein spezifisch nomadischer Religionstyp. (Damit ist Alts Hypothese im Grunde schon widerlegt.)
- Die Protagonisten der Erzelternerzählungen im Buch Genesis sind zwar (meist) als nomadisierende Kleinviehzüchter vorgestellt, aber echte Kenntnis nomadischer Lebensweise hat sich in den Texten nicht niedergeschlagen.
- Aufgrund der archäologischen Befunde lässt sich sagen, dass die Erzelternerzählungen die Verhältnisse der Eisenzeit I voraussetzen und keine Erinnerungen aus der späten Frühbronzezeit überliefern, in der die Erzeltern gelebt haben müssten, wenn man die chronologischen Angaben der Hebräischen Bibel für historisch belastbar hält.[12]
- Schließlich verliert die Vätergott-Hypothese auch dadurch an Plausibilität, dass die Tätigkeit des Jahwisten als Verfasser der ältesten Pentateuchquelle im hypothetischen Davidisch-salomonischen Großreich, d. h. um 1000 v. Chr. verortet wurde; gab es dieses Großreich aber nicht, entfallen die Voraussetzungen für diese Frühdatierung.

## Neuere Diskussion
Rainer Albertz hält daran fest, dass die religiöse Welt der Erzelternerzählungen sich von der JHWH-Religion unterscheide, was umso bemerkenswerter und erklärungsbedürftiger sei, als die Tradenten in einem von der JHWH-Verehrung geprägten Umfeld lebten. Er erklärt dies durch eine Differenzierung zwischen dem familiären und dem staatlichen Kult; die Verfasser der Erzelternerzählungen beschrieben demnach den familiären Kult, wie er zu ihrer eigenen Zeit bestand. Denn auch in der Zeit der Königreiche Israel und Juda bestand neben der JHWH-Verehrung der familiäre Kult weiter: „die eigenständige Wirtschafts- und Lebenseinheit Familie besaß ihre eigene religiöse Symbolwelt, die keineswegs mit der der Gesamtgesellschaft identisch sein brauchte.“ Deshalb bestimmt er die „Väterreligion“ nicht als Vorstufe, sondern als Substratum der JHWH-Religion. Sie sei typologisch älter als diese und habe Parallelen in den älteren Nachbarkulturen Israels, im sumerisch-babylonischen Raum schon im frühen 2. Jahrtausend v. Chr.